# 拉库尔讷沃-欧贝维利耶站
拉库尔讷沃-欧贝维利耶站（法語：Gare de La Courneuve - Aubervilliers），是法国的一个铁路车站，属于大区快铁B线B3支线和B5支线。开通于1885年，位于塞纳-圣但尼省拉库尔讷沃。属于第三收费区（法語：Zone 3），此外本站亦服务于欧贝维利耶。